# Wilner Burke
Wilner Edward Burke (12 de mayo de 1908 – 14 de junio de 1985) fue un director de banda estadounidense conocido por liderar la Lumberjack Band, la banda del equipo de los Green Bay Packers. Burke, originario de Green Bay, Wisconsin, se desempeñó como concejal de la ciudad durante 21 años y formó parte de la junta del condado. Sin embargo, se hizo conocido por su relación con los Packers. A partir de 1939, fue puesto a cargo de la banda del equipo Packers, de la que había formado parte desde principios de la década de 1920. De 1939 a 1981, Burke se desempeñó como director de la banda y también coordinó todo el entretenimiento del medio tiempo. La banda, que cambió su nombre por el de Green Bay Packers Band, tocó en todo el estado en desfiles y otros eventos especiales. Burke se retiró antes de la temporada 1982 de la NFL y murió tres años después, a la edad de 77 años.

## Primeros años de vida
Wilner Burke nació el 12 de mayo de 1908 en Green Bay, Wisconsin. Burke fue uno de los primeros partidarios de los Green Bay Packers en la década de 1930, tocando el saxofón para una banda improvisada que asistía a los partidos en casa vestido con ropa de leñador.

## Carrera

### Política y negocios
De 1950 a 1971, Burke fue concejal del Quinto Distrito de la ciudad de Green Bay. Cuando fue elegido por primera vez, en 1950, fue el único candidato que ganó y que no era titular. También sirvió en la junta del condado. Desde el punto de vista empresarial, estuvo asociado con Schneider Allied Van Lines durante 24 años, de 1952 a 1976.

### Director de banda
Ya en 1921, un grupo desorganizado de fanáticos asistía a los juegos vestidos con ropa de leñador y tocaban instrumentos musicales para mostrar su apoyo a los Packers. La Lumberjack Band oficial se formó en 1938 y los Packers tomaron el control de la banda en 1939. Burke fue nombrado primero gerente comercial de la banda y luego director de la banda en 1939. Burke continuaría en este cargo hasta jubilarse en 1982. Durante su tiempo como director de la banda, la Lumberjack Band se hizo muy conocida y el entrenador en jefe Vince Lombardi la llamó «la mejor banda de la National Football League». Lombardi hizo un cambio durante el mandato de Burke; pidió que se cambiara el nombre de la banda a Green Bay Packer Band para disipar el mito de que todo al norte de Milwaukee, Wisconsin, está relacionado con la tala. Además de tocar en los partidos en casa de los Packers, la banda también tocó en eventos especiales, desfiles y mítines en todo Wisconsin. Burke no sólo dirigió la banda, sino que también asumió la responsabilidad adicional de organizar el entretenimiento del medio tiempo para los Packers. En 1966, Burke se convirtió en presidente de los directores de medio tiempo de la National Football League. Lovell Ives, que tocó con Burke durante 13 años y se convirtió en director de la banda tras la jubilación de este último, señaló que Burke era «un director maravilloso» y que «dirigía la banda con mucho cuidado». Burke fue incluido en el Salón de la Fama de los Green Bay Packers en 1986 en reconocimiento a sus contribuciones al equipo.

## Vida personal
Burke estaba casado con Mabel Burke (de soltera Krchma) y tuvieron dos hijas. Fue un miembro activo de la comunidad y sirvió en el Comité de Caridad del Obispado durante 24 años. También fue miembro del Elks Club local y de los Caballeros de Colón. Burke murió el 14 de junio de 1985, a la edad de 77 años.